# Aymeric Caron
Pour les articles homonymes, voir Caron.
Aymeric Caron, né le 4 décembre 1971 à Boulogne-sur-Mer (Pas-de-Calais), est un journaliste de radio, de télévision, écrivain et homme politique français.
Il travaille dix années dans le groupe Canal+ où il est grand reporter, puis présentateur, avant de rejoindre la station Europe 1 pendant deux saisons puis la chaîne France 2. De 2012 à 2015, il intervient comme l'un des deux animateurs complémentaires de l'émission On n'est pas couché, participation qui le fait connaître du grand public.
Militant de l'écologie radicale et de la cause antispéciste, il fonde en 2018 son propre parti, Révolution écologique pour le vivant (REV). En 2022, REV s'allie à La France insoumise en vue de l'élection présidentielle et des élections législatives. Il est élu député dans la dix-huitième circonscription de Paris. Il milite également pour la cause palestinienne.

## Biographie

### Famille et études
Aymeric François Cornelis Caron naît le 4 décembre 1971 à Boulogne-sur-Mer d'un père enseignant devenu directeur d'école primaire et d'une mère infirmière d’origine néerlandaise (comme son troisième prénom) dont il a hérité le protestantisme. Fan de bande dessinée, il souhaite faire du dessin son métier mais à l'âge de douze ans, devant l'image d'un envoyé spécial au Liban, il choisit sa vocation de journaliste, reporter de guerre. Il entreprend ses études au collège Angellier puis au lycée Mariette de Boulogne-sur-Mer. Il effectue deux années de classes préparatoires littéraires au lycée Faidherbe de Lille, avant de poursuivre des études de lettres modernes, à l’université de Lille III.
Il s'installe une année à Amsterdam, pour préparer une maîtrise consacrée à Vincent van Gogh en perfectionnant son néerlandais. Il rentre en France entamer des études de journalisme, à l'École supérieure de journalisme de Lille dont il sort diplômé en mai 1995. La même année, il obtient un diplôme d'études approfondies (DEA) de lettres.

### Journalisme

#### Début de carrière
Aymeric Caron travaille pendant deux ans à Shanghai dans un studio de production radiophonique, pour le compte du consulat de France. Il produit et anime des émissions culturelles et musicales diffusées sur le territoire chinois. Parallèlement, il enseigne la littérature française à l’université SISU de Shanghai. En 1997, il rentre en France pour travailler à TF1, à LCI, à l'agence CAPA et à France 3.

#### Canal+ et I-Télé (1999-2008)
En 1999, il rejoint Canal+ puis la chaîne d'information I-Télé en 2001, comme grand reporter. Il est chargé par la rédaction de la chaîne de couvrir différents conflits, parmi lesquels ceux du Kosovo, de l'Afghanistan, de la Côte d'Ivoire, du Congo ou encore de l'Irak, où il est envoyé spécial 5 fois, entre 2002 et 2004. Il passe notamment un mois et demi lors de l'offensive américaine de 2003. En complément, il couvre l'actualité d'Israël et des territoires palestiniens, des États-Unis, de la Tchétchénie ou du Liban, où il se rend plusieurs fois en 2004,,.
De mars 2006 à juin 2008, Aymeric Caron présente du vendredi au dimanche, la matinale week-end sur I-Télé, tranche comptant de deux à trois heures d'actualité comprenant journaux, chroniques, entretiens de personnalités politiques et d’artistes.

#### Europe 1 (2009-2011)
Durant l'été 2009, il anime la matinale d'Europe 1 en remplacement de Marc-Olivier Fogiel, du lundi au vendredi de 7 à 9 h 30[réf. nécessaire] rôle qu’il reprend durant l’été 2010. Le reste de l’année, il assure le remplacement de Marc-Olivier Fogiel lors de la matinale, en semaine. Il présente également la matinale du week-end, samedi et dimanche de 6 h à 9 h. À la rentrée de septembre 2010, il anime l’émission de politique et de culture « Vous allez en entendre parler », le dimanche soir à 19 h. Il devient le « joker » ou remplaçant de Jean-Marc Morandini pour le Le Grand Direct, du lundi au vendredi de 11 h à 13 h 30, puis Le Grand Direct des Médias de 11 h à 12 h[réf. nécessaire]. À partir de février 2011, il reprend les matinales du week-end et anime ponctuellement la prématinale en  semaine de 4 h à 6 h. En juillet 2011, il quitte la station, refusant les propositions d'Europe 1 pour la rentrée[réf. nécessaire].

#### Direct 8 (2011-2012)
Après avoir animé une soirée spéciale en décembre 2011 sur la chaîne du groupe Bolloré Direct 8, il rejoint la chaîne en mars 2012, pour animer l'émission Basé sur des faits réels, diffusée chaque samedi soir. Il présente, également sur la même chaîne, plusieurs soirées documentaires.

#### Chroniqueur dansOn n'est pas couché(2012-2015)
À la rentrée 2012, il rejoint l'équipe de l'émission On n'est pas couché, diffusée tous les samedis en deuxième partie de soirée sur France 2 et présentée par Laurent Ruquier. Il remplace Audrey Pulvar comme co-animateur aux côtés de Natacha Polony.
En septembre 2014, à la suite d'un vif échange avec Bernard-Henri Lévy au sujet de la guerre de Gaza de 2014 durant l'émission, Aymeric Caron et sa famille font l'objet de menaces. Ils sont placés sous protection policière.

#### L'aprèsONPC
Après ONPC (On n'est pas couché), Aymeric Caron se consacre à l’écriture d’essais qui allient politique, philosophie et journalisme. Il publie ainsi les succès Antispéciste : réconcilier l'humain, l'animal, la nature (2016) et Utopia XXI (2017). Le premier lui permet de populariser la notion d’antispécisme en France, en favorisant l’entrée du terme dans le dictionnaire Le Robert en 2017,.
À la rentrée 2016, il devient chroniqueur pour l'émission C l'hebdo, présentée chaque samedi par Anne-Élisabeth Lemoine sur France 5. Après trois participations, il quitte l'émission en raison d'un désaccord éditorial avec la rédaction en chef ; celle-ci ayant souhaité lui imposer comme invité, Geoffroy Lejeune, directeur de la rédaction du journal Valeurs Actuelles, ce qui constitue selon Aymeric Caron, une « banalisation sans complexe des idées les plus puantes, avec un objectif d’audimat, ».
En septembre et octobre 2016, il est rédacteur en chef du magazine Rolling Stone. Mais la collaboration est interrompue par Caron qui attaque le propriétaire du journal en lui intentant un procès aux prud'hommes pour dénoncer ses conditions de travail et réclame 100 000 euros au magazine. Il sera cependant débouté devant le tribunal.

Un dragon de Komodo, symbole de l'île de Komodo et logo de Komodo TV.

En juin 2019 il lance, avec Stéphane Simon, la web TV consacrée à l’antispécisme Komodo TV, dédiée « au vivant sous toutes ses formes ». Un an plus tard, celle-ci annonce mettre fin à ses activités pour des raisons financières, le producteur et investisseur Stéphane Simon regrettant que le projet Komodo ne soit pas à l’équilibre après un an d’existence.
En 2022, il publie son premier roman intitulé « Nous mourrons de nous être tant haïs ».

### Polémiques
En mai 2014, la séquence d'un échange avec Alexandre Arcady au sujet de son film sur l'affaire du gang des barbares, 24 jours, est coupée au montage de l'émission On n'est pas couché par la production, qui la juge hors sujet. Arcady affirme que durant l'échange, Caron aurait évoqué des statistiques sur les actes islamophobes et établi un parallèle entre les motivations de Mohammed Merah et les actions de l'armée israélienne. Caron fait ensuite l'objet d'accusations d'antisémitisme,,. Revenant sur cette controverse, il réfute toute justification du meurtre d'Ilan Halimi, expliquant avoir voulu dénoncer l'instrumentalisation du conflit israélo-palestinien. Il reçoit le soutien de Laurent Ruquier et Catherine Barma, qui accusent Arcady de déformer ses propos,.
Dans l'émission du 22 novembre 2017 C à vous sur France 5, Aymeric Caron, venu présenter son ouvrage d’utopie politique Utopia XXI, explique les idées qui y sont présentées dont le permis pour voter,. Il avait également défendu cette idée du permis de voter dans l'émission 64 minutes sur TV5 Monde. Quelques années plus tard, attaqué sur cette proposition lors de la campagne législative de 2022, il réfutera avoir jamais défendu cette proposition tout en rappelant que cette mesure ne fait partie ni du programme de la Nupes, ni de celui du parti qu’il a fondé,,,,,,.
En septembre 2023, Aymeric Caron est accusé d'avoir forcé les grilles de l'école maternelle de sa fille à Versailles, afin de l'accompagner jusqu'à sa salle de classe, en violation du règlement de l'établissement,. Le député dénonce alors une « instrumentalisation politique » tandis que la direction de l'établissement parle d'un comportement à répétition.
Il décrit en 2024 des agressions verbales, du harcèlement par téléphone et sur les réseaux sociaux, ainsi que des menaces contre lui et sa famille, selon lui liés à son engagement en faveur de la Palestine. Il décide aussi de fermer provisoirement sa permanence parlementaire à la suite de dégradations.
En juillet 2024, le journal Marianne révèle qu'Aymeric Caron a pris contact avec l'inspection académique pour protester contre le renvoi d'un élève qui aurait menacé de décapitation son institutrice. Selon le député, l'élève n'aurait jamais tenu de tels propos.
Le 27 août de la même année, il annonce porter plainte contre le grand-rabbin de France Haïm Korsia pour apologie du terrorisme, après des propos du religieux imputant les morts civiles de Gaza au Hamas, qui refuse de libérer les otages,.
En novembre 2024, l’animateur de télévision Arthur annonce porter plainte contre Aymeric Caron, tout en demandant la levée de son immunité parlementaire, pour les propos que ce dernier tiendrait sur les évènements à Gaza.
En juin 2025, à la suite de ses propos sur le port du voile par des petites filles, Aymeric Caron est radié de l’Alliance Anticorrida, qui considère comme incompatible avec leurs valeurs.

## Activités politiques

### Opinions
En 2017, Aymeric Caron revendique d'être « anarchiste » et dans la revue Ballast, il entend défendre la désobéissance civile. Il se définit également comme « anti-libéral, écologiste et anti-spéciste ». Il se situe politiquement à gauche.

### Engagement pour les animaux
Défenseur des droits des animaux, et végane,, il publie plusieurs essais sur « le vivant » : No steak (2013),, Antispéciste (2016), Vivant (2018), La revanche de la nature (2020). En 2014, il s'engage pour l'abolition des corridas, rejoignant la Fédération des luttes pour l'abolition des corridas.
À partir du milieu de la décennie 2010, il participe à plusieurs émissions de télévision, parmi lesquelles Fort Boyard en 2015, en soutien à l'association L214 - éthique et animaux,. Il participe à certaines conférences traitant de la question animale. Lors d'une conférence de presse organisée à l'Assemblée nationale en octobre 2015, il soutient la proposition de loi du député UDI Yves Jégo en faveur de la mise en place d'une alternative végétarienne obligatoire dans les cantines scolaires. En 2016, il publie l'essai Antispéciste : réconcilier l'humain, l'animal, la nature. La même année il appelle à penser en termes politiques le statut de citoyen de l'animal.
En mai 2016, Aymeric Caron participe à la saison VIP du Meilleur Pâtissier sur M6. Il explique avoir accepté cette participation pour évoquer le véganisme et démontrer qu'il est possible de pratiquer la pâtisserie sans œufs, ni lait.
En juillet 2018, plusieurs boucheries et boutiques liées à la consommation de produits animaux sont vandalisées par des militants anti-spécistes en France. Il estime « ne pas s'étonner » et attribue le recours à cette violence à la nécessité pour les militants, de faire entendre leur cause : « Si ces militants se retrouvent obligés d’avoir recours à ces moyens, c’est tout simplement car les voies démocratiques ne servent pas en France. ». Il précise toutefois ne pas cautionner ces actes de vandalismes.
Lors des élections législatives de 2017, Caron écrit une tribune à l'adresse de Mélenchon afin d’accorder deux des sièges promis à LFI au Parti animaliste mais sans que cela se concrétise,.

### Révolution écologique pour le vivant
Dans une tribune du quotidien Monde datée du 8 février 2018, Aymeric Caron annonce la création d'un nouveau mouvement écologiste souhaitant se positionner comme alternative au parti politique Europe Écologie Les Verts (EÉLV). Le mouvement Rassemblement des écologistes pour le vivant, entend se recentrer sur « le respect de la planète et de tous ses habitants » et promouvoir « la nécessité d'une nouvelle formation qui défende les intérêts du vivant sous toutes ses formes, le bonheur individuel et collectif, la non-violence, la liberté de chacun à s'épanouir dans sa singularité et dans le respect d'autrui. » Le collectif entreprend notamment un programme antispéciste prônant la fin de toute forme d’exploitation animale. Cette orientation porte sur des questions de société telles que l'interdiction de la corrida et des combats de coqs, de la chasse, de la vivisection ainsi que l'interdiction progressive de la consommation de viande. Sur la question des combats de coqs, il porte  une loi mais la retire  pour ne pas contrarier les députés et électeurs réunionnais et nordistes de son bord . Le nouveau parti revendique également « une réduction substantielle du temps de travail, la décroissance de notre consommation, le renouvellement des pratiques démocratiques, le partage équitable des richesses avec un revenu d'existence doublé d'un plafonnement des plus hauts revenus. »
Se réclamant antispéciste, écologiste et non violent, le Rassemblement des écologistes pour le vivant organise sa première réunion le 12 mai 2018. Le mouvement annonce alors avoir 3 000 adhérents. En décembre de la même année, il revendique rassembler 4 000 personnes.
Faute de moyens financiers suffisants, Aymeric Caron annonce en avril 2019 que le parti n'est pas en mesure de présenter une liste aux élections européennes. Il affirme avoir proposé sans succès une liste d'union avec le Parti animaliste. De son côté, Caron est approché par Benoît Hamon pour figurer sur la liste de Génération.s mais il refuse. Aux élections municipales de 2020 à Paris, la vice-présidente du REV Lamya Essemlali prend la tête de la liste France insoumise dans le 14e arrondissement. L'année suivante, le parti présente une liste aux élections régionales en Île-de-France.

### Député de Paris

#### 2022
Au début de l'année, il se rallie à Jean-Luc Mélenchon en vue des échéances électorales de 2022, présidentielle et législatives. Aymeric Caron est candidat dans la dix-huitième circonscription de Paris pour la NUPES (Nouvelle Union populaire écologique et sociale). Finalement élu député à ce titre, il obtient 51,6 % des suffrages au second tour face à Pierre-Yves Bournazel (Ensemble), député sortant. ll devient membre de la Commission du développement durable et de l'aménagement du territoire.
Signataire dès 2014 du manifeste du CRAC Europe, il annonce lors de la campagne des législatives en 2022 qu’il proposera l'abolition de la corrida s’il est élu. En novembre, il dépose une proposition de loi visant à interdire la corrida. Elle est inscrite à l’ordre du jour de la niche parlementaire LFI pour être discutée et votée en hémicycle. Le 16 novembre, la proposition est rejetée en commission des lois. Le 24 novembre, jour de la niche parlementaire, Aymeric Caron est contraint de retirer son texte devant l’obstruction parlementaire, notamment du RN, le texte ne pouvant être voté avant minuit, heure de fin de la niche parlementaire.
De décembre 2022 jusqu'à la dissolution de l'Assemblée nationale en juin 2024, il est vice-président du groupe d'amitié France-Israël,.

#### 2023
Le 4 mai à l’Assemblée nationale, il prend position en faveur d’une proposition du groupe GDR visant à qualifier d’apartheid la politique menée par l’État d’Israël à l’égard du peuple palestinien, qu’il décrit comme un « peuple colonisé, harcelé, humilié », que nous avons « peu à peu éloigné de nos regards et de nos consciences » et il qualifie cette attitude de « faute politique et morale »,.
En juin, Caron souhaite que Jean-Luc Mélenchon soit le candidat de la gauche pour l'élection présidentielle de 2027 et explique qu'il n’exclut pas une liste indépendante aux élections européennes de 2024. Lors de la rentrée scolaire, alors que l'actualité médiatique est centrée sur l'interdiction de l'abaya par le gouvernement, Aymeric Caron considère que beaucoup de Français découvrent ce vêtement, qui n'était pas un sujet selon lui.
En septembre, Aymeric Caron décide de ne plus être officiellement membre du groupe LFI mais reste apparenté. Ce changement vise à obtenir plus de visibilité pour son mouvement politique, Révolution écologique pour le vivant.

#### 2024
En janvier, Aymeric Caron demande que le Comité international olympique sanctionne les athlètes israéliens à l'instar des athlètes russes et bélarusses en les faisant concourir sous bannière neutres.
En février, il fait partie de la commission d’enquête sur l’attribution des fréquences TNT. La même année, il est réélu député, dès le 1er tour, avec 50,38 % des suffrages exprimés.
En septembre, après la nomination de Michel Barnier comme Premier ministre, il annonce qu'il ne participera plus à un front républicain en cas de duel législatif entre le Rassemblement National, Rennaissance ou Les Républicains.
En octobre, il propose un crédit d'impôts pour les propriétaires d'animaux de compagnie en réduisant à 5,5% la TVA sur des produits ou soins liés à ces derniers mais cela est rejeté,,,. Le même mois, il présente un amendement visant à minorer la dotation globale de fonctionnement des collectivités qui subventionnent la corrida, qui est rejeté en commission,.

## Filmographie

### Télévision
En 2014, il campe son propre rôle dans un téléfilm d'Henri Helman pour France 3 (diffusé le 16 septembre 2014) adapté d'une pièce de théâtre, La Voyante, aux côtés de Line Renaud.

### Cinéma
Il monte un film, Gaza. Depuis le 7 octobre concernant l'intervention d'Israël à Gaza et le diffuse à l'assemblée nationale le 29 mai 2024,.

## Publications

### Essais
En 2014, avec Incorrect, Aymeric Caron livre une dénonciation de la pensée et de la place abusive que, selon lui, Robert Ménard, Alain Finkielkraut, Éric Zemmour ou Élisabeth Lévy tiennent dans les médias. En réponse, ces personnalités qualifient son livre de « calomnie, refus de la complexité, haine de la divergence » et Caron de « caricature d'une certaine gauche[source insuffisante] ».
En 2020, avec La Revanche de la nature, il présente l'épidémie de Covid-19 comme l'occasion de reconstruire le monde de demain.

### Ouvrages
- Envoyé spécial à Bagdad : pendant la guerre, mars-avril 2003, Paris/Budapest/Torino, L’Harmattan, novembre 2003, 246 p. (ISBN 2-7475-5245-4 et 9782747552455, OCLC 62089747, BNF 39098116), rééd. Hachette Pluriel Référence, 2014.
- No steak[60], Paris, Fayard, coll. « Documents », 2013, 360 p. (ISBN 978-2-213-66153-7, OCLC 828408526, BNF 43514676).
- Incorrect : pire que la gauche bobo, la droite bobards, Paris, Fayard, 2014, 349 p. (ISBN 978-2-213-67890-0, BNF 43806527).
- Antispéciste : réconcilier l'humain, l'animal, la nature, Paris, Don Quichotte, 2016, 477 p. (ISBN 978-2-35949-498-3, BNF 45012905).
- Utopia XXI (ill. Ambrosius Holbein), Paris, Flammarion, 2017, 517 p. (ISBN 978-2-08-138376-0, OCLC 1013503482, BNF 45412689)[118].
- Vivant : de la bactérie à Homo ethicus, Paris, Flammarion, 2018, 272 p. (ISBN 978-2-08-142165-3).
- La Revanche de la nature : 27 leçons pour le monde d'après, Paris, Albin Michel, 2020, 270 p. (ISBN 978-2226455116).
- Nous mourrons de nous être tant haïs, Paris, Robert Laffont, 2022, 352 p. (ISBN 978-2221254714).
- Abolition - Plaidoyer contre la corrida et autres souffrances animales, Paris, Robert Laffont, 2022, 144 p. (ISBN 2221268318).

### Préface
- Peter Singer et Jim Mason (en), L'Éthique à table : pourquoi nos choix alimentaires importent, Lausanne, L'Âge d'Homme, 2015.

## Résultats aux élections législatives
| Année | Parti et coalition | Parti et coalition | Circonscription | 1er tour | 1er tour | 1er tour | 2d tour | 2d tour | 2d tour | Issue |
| Année | Parti et coalition | Parti et coalition | Circonscription | Voix     | %        | Rang     | Voix    | %       | Rang    | Issue |
| ----- | ------------------ | ------------------ | --------------- | -------- | -------- | -------- | ------- | ------- | ------- | ----- |
| 2022  |                    | REV (NUPES)        | 18e de Paris    | 17 632   | 45,05    | 1er      | 19 914  | 51,65   | 1er     | Élu   |
| 2024  |                    | REV (NFP)          | 18e de Paris    | 26 299   | 50,138   | 1er      |         |         |         | Élu   |

### Vidéographie
- La Revanche de la nature, Le Média, 22 août 2020